# 俞文𩶆
俞文𩶆（1940年—2002年），男，浙江宁波人，中国数学家，曾任复旦大学统计运筹系系主任、华东理工大学理学院院长、教授。

## 生平
俞文𩶆早年自复旦大学数学系毕业后留校任教，1961年至1988年间历任数学所助教、副教授、教授，1984年出任统计运筹系系主任。1988年调入华东化工学院（后改为华东理工大学），历任数学系系主任，理学院副院长、院长。1990年，他与复旦大学谭永基教授一同发起组织了上海市大学生数学建模竞赛（后来发展为全国大学生数学建模竞赛）并曾任委员会主任。1996年获埃因霍温理工大学博士学位。2002年逝世。

## 社会兼职
曾任中国运筹学会副理事长、中国工业与应用数学学会常务理事、上海市工业与应用数学学会理事长。